# Duipipal
Duipipal – gaun wikas samiti w środkowej części Nepalu w strefie Bagmati w dystrykcie Nuwakot. Według nepalskiego spisu powszechnego z 2001 roku liczył on 1268 gospodarstw domowych i 7327 mieszkańców (3673 kobiet i 3654 mężczyzn).